# Blytheville
Blytheville – miasto w Stanach Zjednoczonych, w stanie Arkansas, w hrabstwie Mississippi.

## Demografia
Według spisu w 2020 roku liczy 13,4 tys. mieszkańców. W 2023 roku liczba mieszkańców spadła do 12 594 osób, a gęstość zaludnienia do 233,7 osoby/km².